# Ушомирське лісництво (лісгосп)

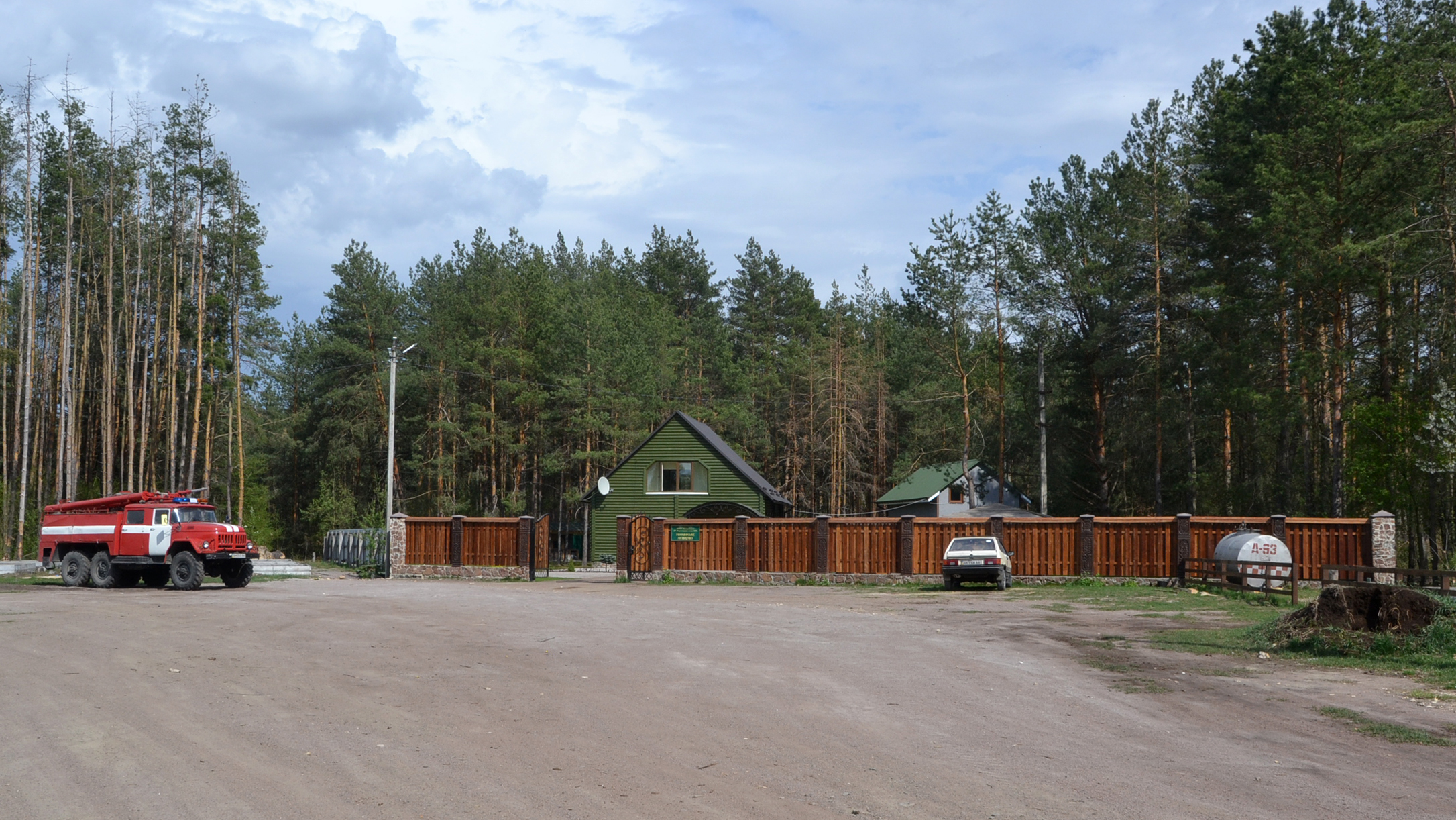
Садиба Ушомирського лісництва

Ушомирське лісництво — територіально-виробнича одиниця ДП «Коростенський лісгосп АПК» Житомирського обласного комунального агролісогосподарського підприємства «Житомироблагроліс» Житомирської обласної ради, підприємство з вирощування лісу.

## Відомості
Площа лісових насаджень — 6046,6 га, всі розташовані в Коростенському районі.

## Керівники
- Яремчук Олександр Миколайович — лісничий

## Галерея

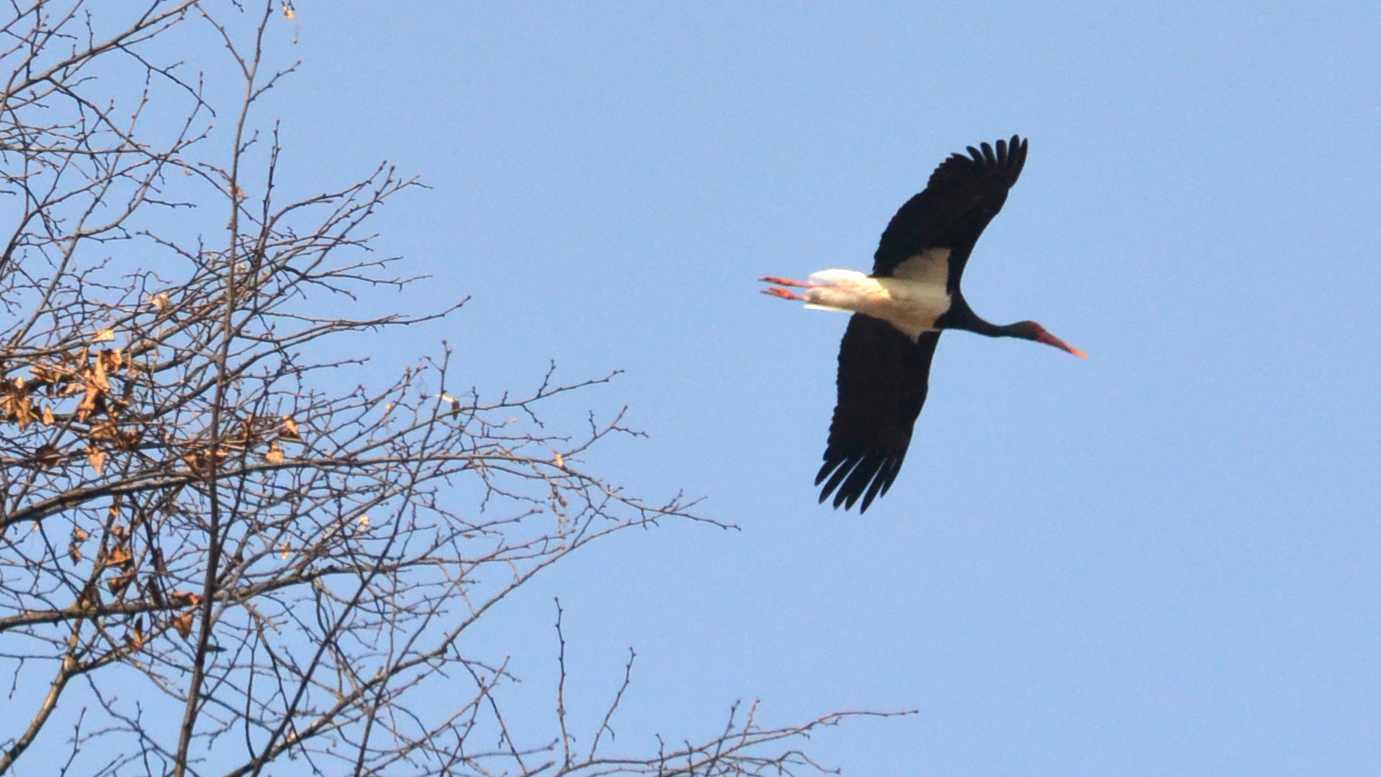
Лелека чорний
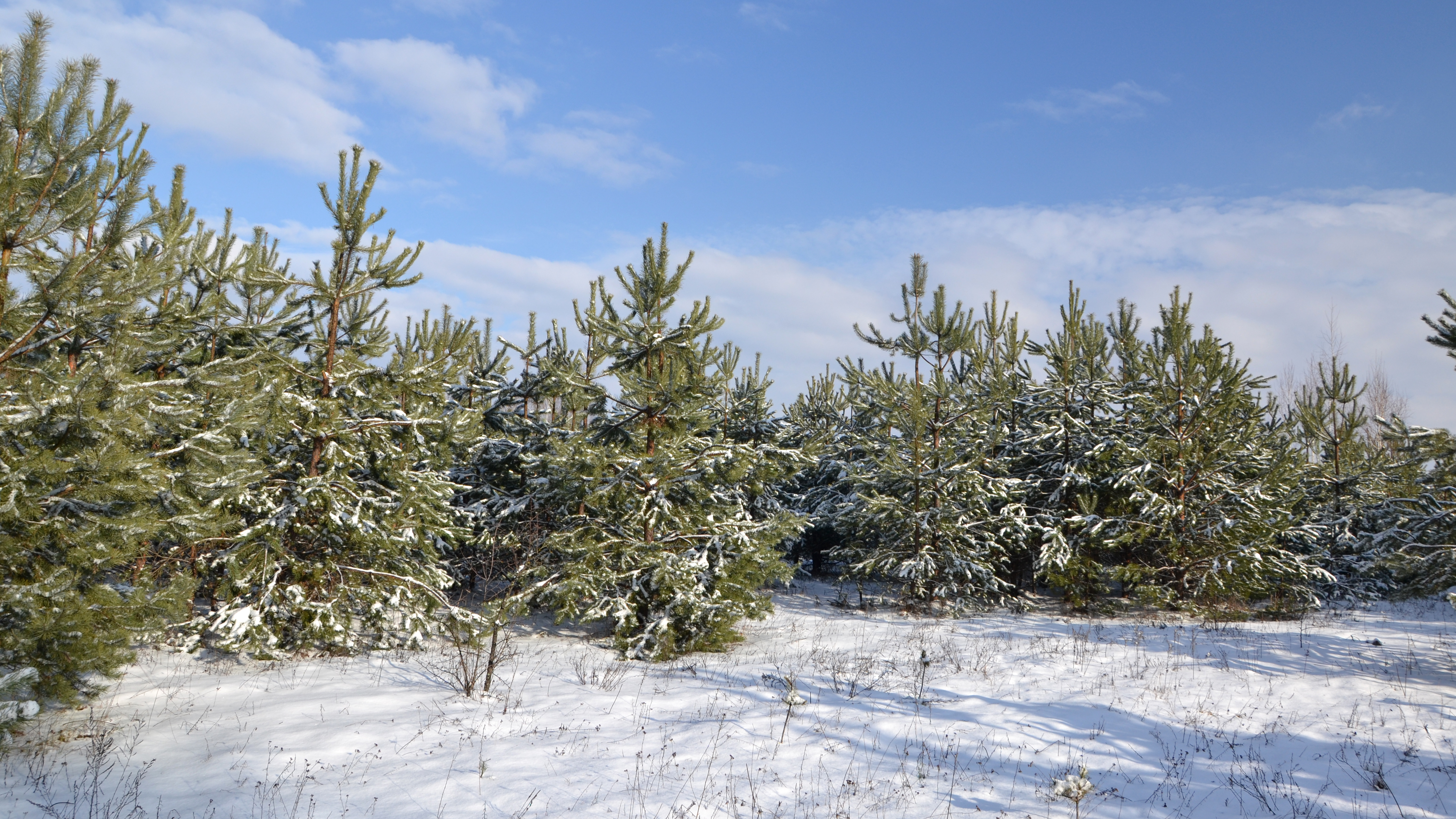
Молоді соснові насадження
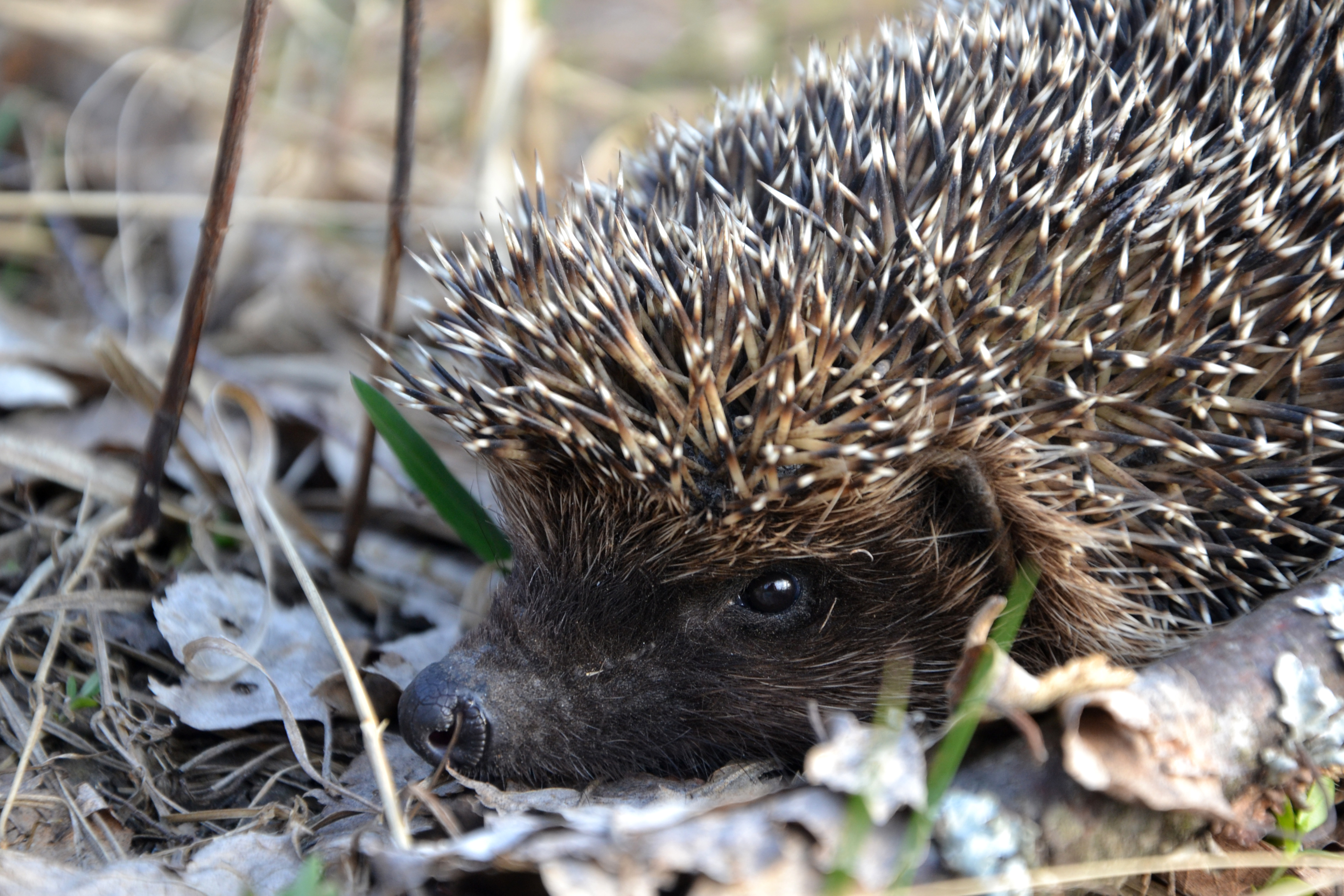
Їжак білочеревий
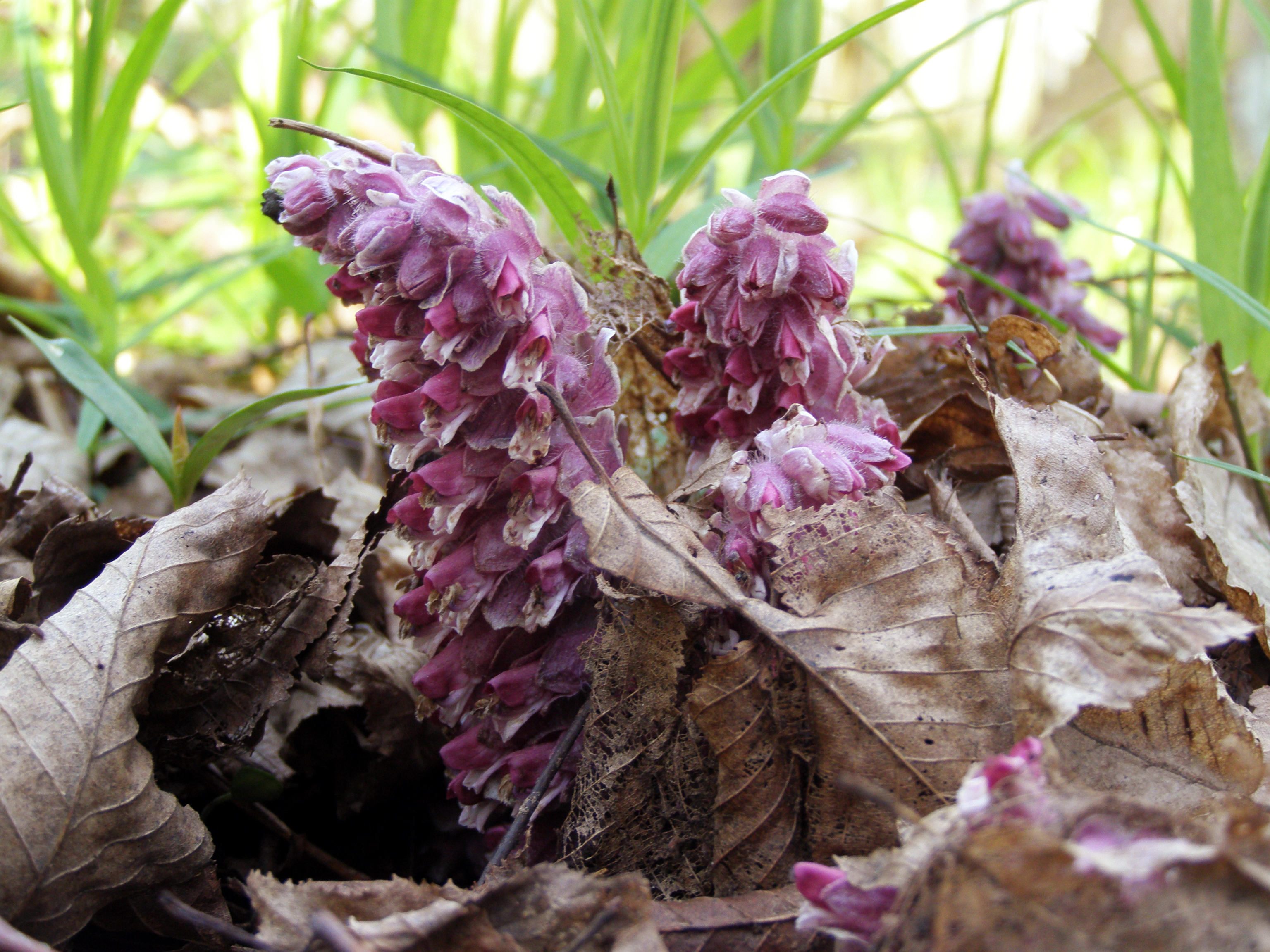
Петрів хрест
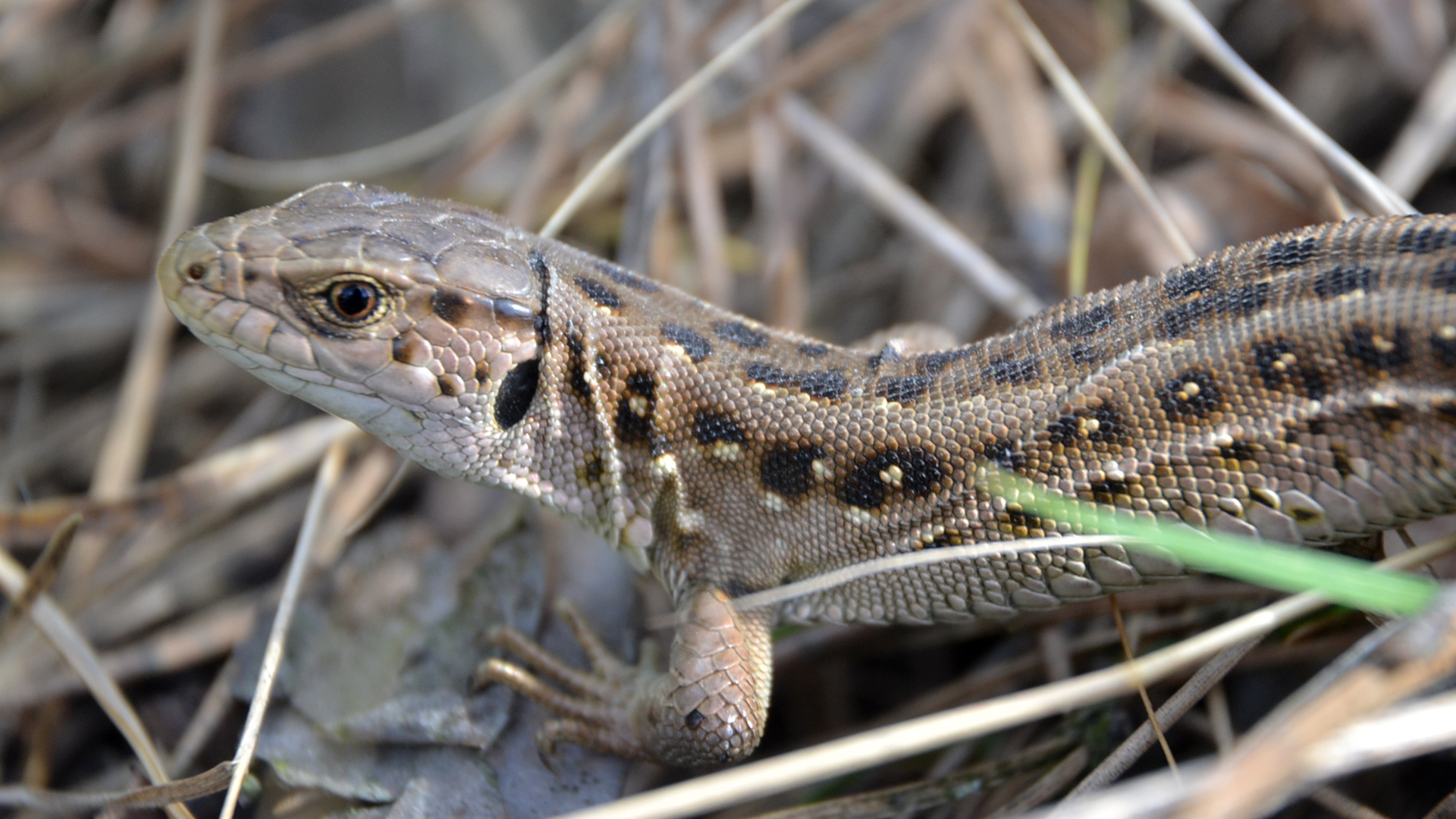
Ящірка прудка
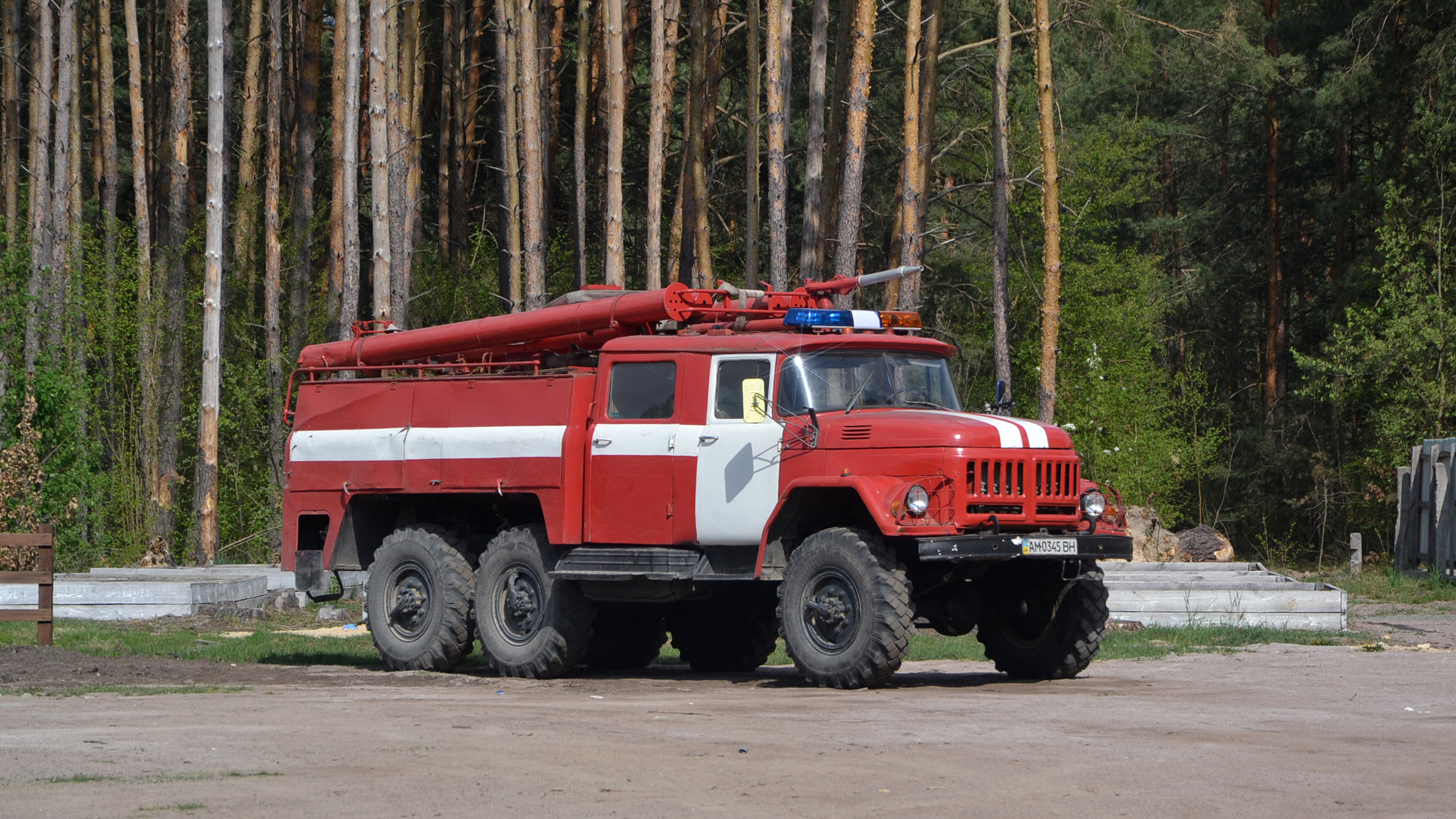
Пожежний автомобіль лісництва